# Treuen
Treuen es un municipio situado en el distrito de Vogtland, en el estado federado de Sajonia (Alemania), a una altitud de 420 metros. Su población a finales de 2016 era de unos 8000 habitantes y su densidad poblacional, 130 hab/km².